# Monbazillac
Monbazillac é uma comuna francesa na região administrativa da Nova Aquitânia, no departamento Dordonha. Estende-se por uma área de 19,61 km². Em 2010 a comuna tinha 905 habitantes (densidade: 46,1 hab./km²).